# Pécharic-et-le-Py
Pécharic-et-le-Py (okzitanisch: Puèg Aric e Le Pin) ist eine Gemeinde mit 29 Einwohnern (Stand: 1. Januar 2022) im Westen des Départements Aude in der südfranzösischen Region Okzitanien (vor 2016: Languedoc-Roussillon). Die Gemeinde gehört zum Arrondissement Carcassonne und zum Kanton La Piège au Razès. Die Einwohner werden Pécharipyciens genannt.

## Lage

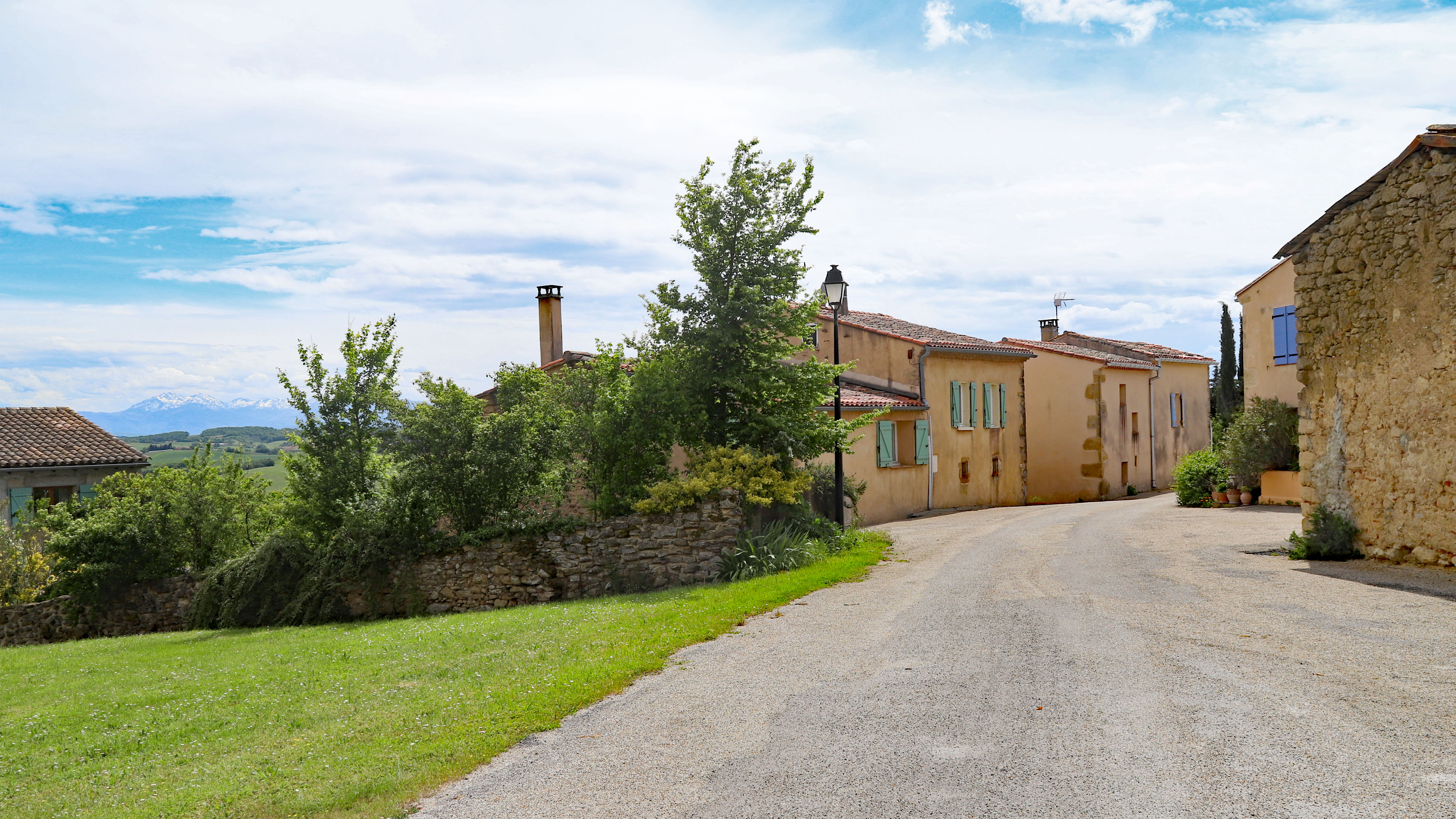
Nordöstlicher Ortseingang

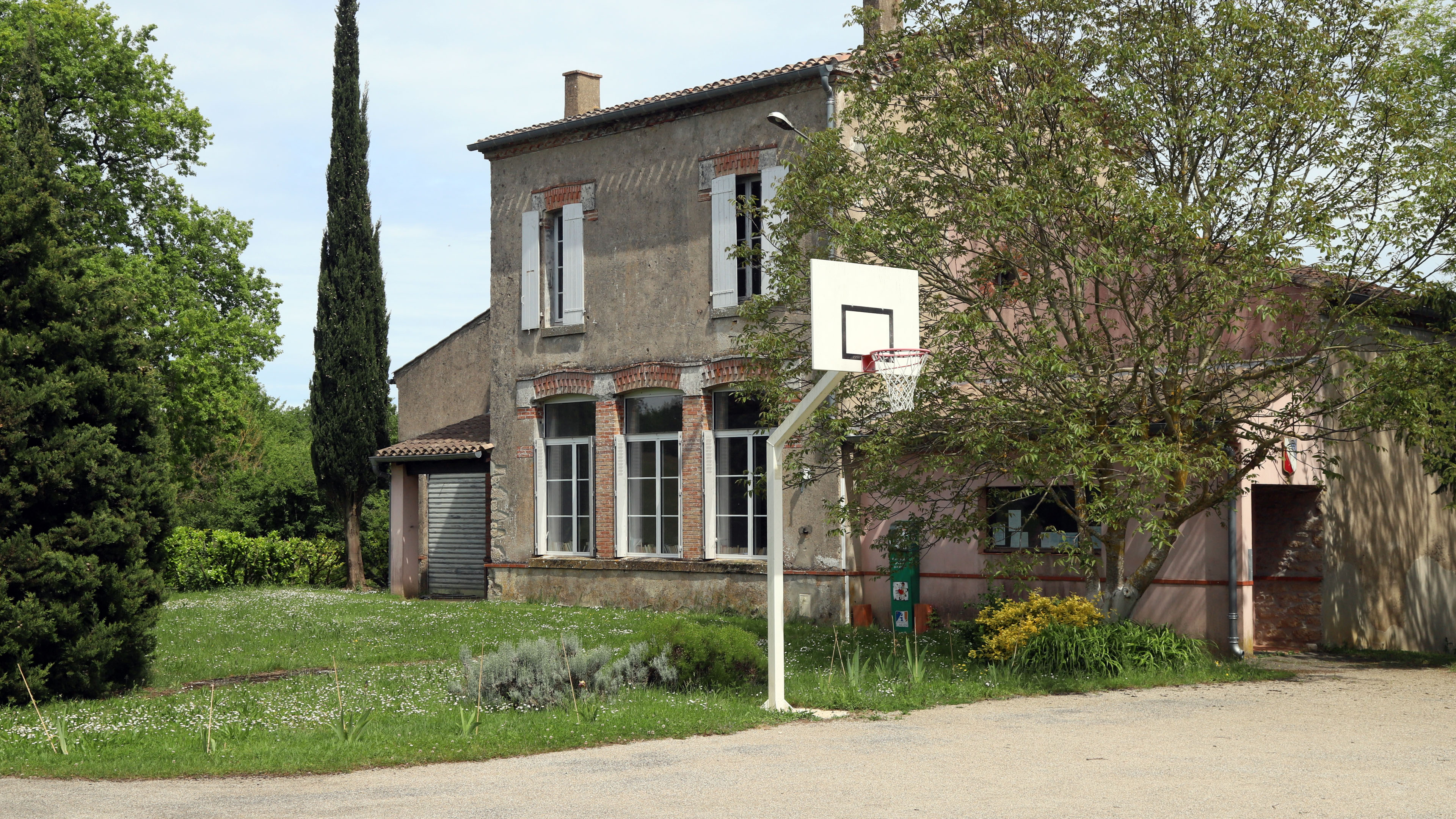
Ehemalige Schule, jetzt Rathaus (Mairie)

Pécharic-et-le-Py liegt etwa 28 Kilometer westnordwestlich von Carcassonne. Umgeben wird Pécharic-et-le-Py von den Nachbargemeinden Pech-Luna im Norden, Cahuzac im Osten, Villautou und Plaigne im Süden sowie Belpech im Westen.

## Bevölkerungsentwicklung
| Jahr                       | 1962 | 1968 | 1975 | 1982 | 1990 | 1999 | 2006 | 2019 |
| Einwohner                  | 56   | 32   | 23   | 21   | 30   | 31   | 26   | 28   |
| Quellen: Cassini und INSEE |      |      |      |      |      |      |      |      |

## Sehenswürdigkeiten
- zwei Mühlen
- Komtur, erbaut 1267